# Skutta Árpád
Skutta Árpád, teljes nevén Skutta Árpád Károly (Katyerinoszlav, 1901. május 4. – Budapest, 1961. május 5.) bőrgyógyász, egyetemi tanár, az orvostudományok kandidátusa (1952).

## Élete
Skutta Tivadar és Jurán Franciska fiaként született. Középiskolai tanulmányait 1912 és 1920 között a Ciszterci Rend Egri Katolikus Főgimnáziumában végezte. A budapesti Pázmány Péter Tudományegyetem Orvostudományi Karán kezdte meg orvosi tanulmányait. 1927-ben a debreceni Tisza István Tudományegyetemen avatták orvosdoktorrá. Orvostanhallgatóként Nékám Lajos mellett dolgozott, aki szövettani és moulage technikára irányította a figyelmét. Később lehetősége adódott a párizsi Szent Lajos Kórház világhírű moulage gyűjteményének tanulmányozására. Oklevelének megszerzése után a debreceni Tisza István Tudományegyetem Bőr- és Nemibeteg Klinikájára került. 1936-ban az orvosi kozmetika című tárgykörből egyetemi magántanári képesítést nyert. Két évvel később a Kozmetikai Szakorvosok Érdekképviseleti Szervezete alakuló ülésén elnökévé választotta. Tagja volt a Magyar Dermatológiai Társulatnak és a debreceni Orvosi Egyesületnek. A háborút megelőzően Ausztriában, Németországban, Franciaországban, Hollandiában, Belgiumban és Angliában járt tanulmányutakon és kongresszusokon.
A második világháború idején Debrecenben maradt, és segített megőrizni a klinika értékeit, majd újraindította a gyógyító-, oktató- és tudományos munkát. 1945 és 1950 között megbízott igazgatóként irányította a Bőrklinikát. 1949 októberében a tudományos kutatás és a tudományos szakirodalom művelése terén szerzett érdemei elismeréséül az egyetemi rendkívüli tanári címet adományozták számára. 1952-ben megszerezte az orvostudomány kandidátusa tudományos fokozatot. Az orvosi kozmetológia és protetetika magyarországi fejlesztésében ért el figyelemre méltó eredményeket.
Első felesége Süke Jolán Irma (1899–1977) volt, akitől elvált. Második házastársa Szabó Etelka.
Halálát szívbetegség okozta.
A debreceni köztemetőben nyugszik.

## Főbb művei
- Helyi kezelés levegővacuummal. (Orvosi Hetilap, 1933, 14.)
- A női gonorrhoea szívókezelése és ennek szerepe a „standard therapia“ kialakulásában. (Gyógyászat, 1934, 13–18.)
- Thorium-X-el gyógyított tuberculosis cutis luposa. (Orvosképzés, 1944, 3.)
- Saját bőrátültetés klorofil-miliőben. Tuza Klárával. (Orvosi Hetilap, 1955, 36.)

## Díjai, elismerései
- Kiváló orvos (1954)